# Lomas (Naranjito)
Lomas es un barrio ubicado en el municipio de Naranjito en el estado libre asociado de Puerto Rico. En el Censo de 2010 tenía una población de 3865 habitantes y una densidad poblacional de 510,71 personas por km².

## Geografía
Lomas se encuentra ubicado en las coordenadas 18°18′57″N 66°16′8″O / 18.31583, -66.26889. Según la Oficina del Censo de los Estados Unidos, Lomas tiene una superficie total de 7.57 km², de la cual 7.57 km² corresponden a tierra firme y (0.03%) 0 km² es agua.

## Demografía
Según el censo de 2010, había 3865 personas residiendo en Lomas. La densidad de población era de 510,71 hab./km². De los 3865 habitantes, Lomas estaba compuesto por el 81.73% blancos, el 6.8% eran afroamericanos, el 0.26% eran amerindios, el 0.16% eran asiáticos, el 8.62% eran de otras razas y el 2.43% pertenecían a dos o más razas. Del total de la población el 99.56% eran hispanos o latinos de cualquier raza.